# Јелена Тривић
Јелена Тривић (рођ. Тешић; Бања Лука, 8. август 1983) српска је политичарка и универзитетска професорка. Била је кандидаткиња за предсједника Републике Српске 2022. године и бивша је народна посланица у Народној скупштини Републике Српске и бивша потпредсједница Партије демократског прогреса (ПДП). Године 2023. оснива политичку странку под називом Народни фронт, чији је предсједник.

## Биографија
Завршила је Економски факултет Универзитета у Бањој Луци (2006), магистрирала на Универзитету у Болоњи (2007) и докторирала на Економском факултету Универзитета у Београду (2013).
Ванредни је професор на Економском факултету Универзитета у Бањој Луци. На изборима за народне посланике Републике Српске 2018. изабрана је за народног посланика у Народној скупштини Републике Српске испред Партије демократског прогреса (ПДП). Члан је скупштинског Одбора за трговину и туризам и Одбора за финансије и буџет.
На општим изборима у октобру 2022. изгубила је од кандидата Савеза независних социјалдемократа (СНСД) Милорада Додика, тврдећи да ју је покрао за 30 хиљада гласова. Такође, изгубила је и на Локалним изборима 2024. године за градоначелника Бања Луке од кандидата ПДП-а Драшка Станивуковића са преко 37 хиљада гласова разлике.
Удата је и мајка двоје дјеце.